# Jacques-Marie Abot
Jacques-Marie Abot est un homme politique français né le 7 septembre 1759 à Beaumont-le-Vicomte (Sarthe) et décédé le 31 octobre 1816 à Fyé (Sarthe).

## Biographie
Avocat, il devient juge au tribunal du Mans en 1790, puis juge d'instruction à La Flèche en 1800. Il est député de la Sarthe en 1815, pendant les Cent-Jours. Il est révoqué de ses fonctions de magistrat en 1816.

## Sources
- « Jacques-Marie Abot », dans Adolphe Robert et Gaston Cougny, Dictionnaire des parlementaires français, Edgar Bourloton, 1889-1891 [détail de l’édition]